# Glew (Polska)
Glew – wieś w Polsce położona w województwie małopolskim, w powiecie proszowickim, w gminie Koniusza.
| SIMC    | Nazwa      | Rodzaj    |
| ------- | ---------- | --------- |
| 0322962 | Kujawy     | część wsi |
| 0322979 | Od Igołomi | część wsi |
| 0322985 | Podżydów   | część wsi |

W latach 1975–1998 miejscowość administracyjnie należała do województwa krakowskiego.
W Glewie urodził się Stanisław Szymacha (1909-1944), żołnierz Batalionów Chłopskich, komendant obwodu Miechów BCh.